# 베레니케 2세

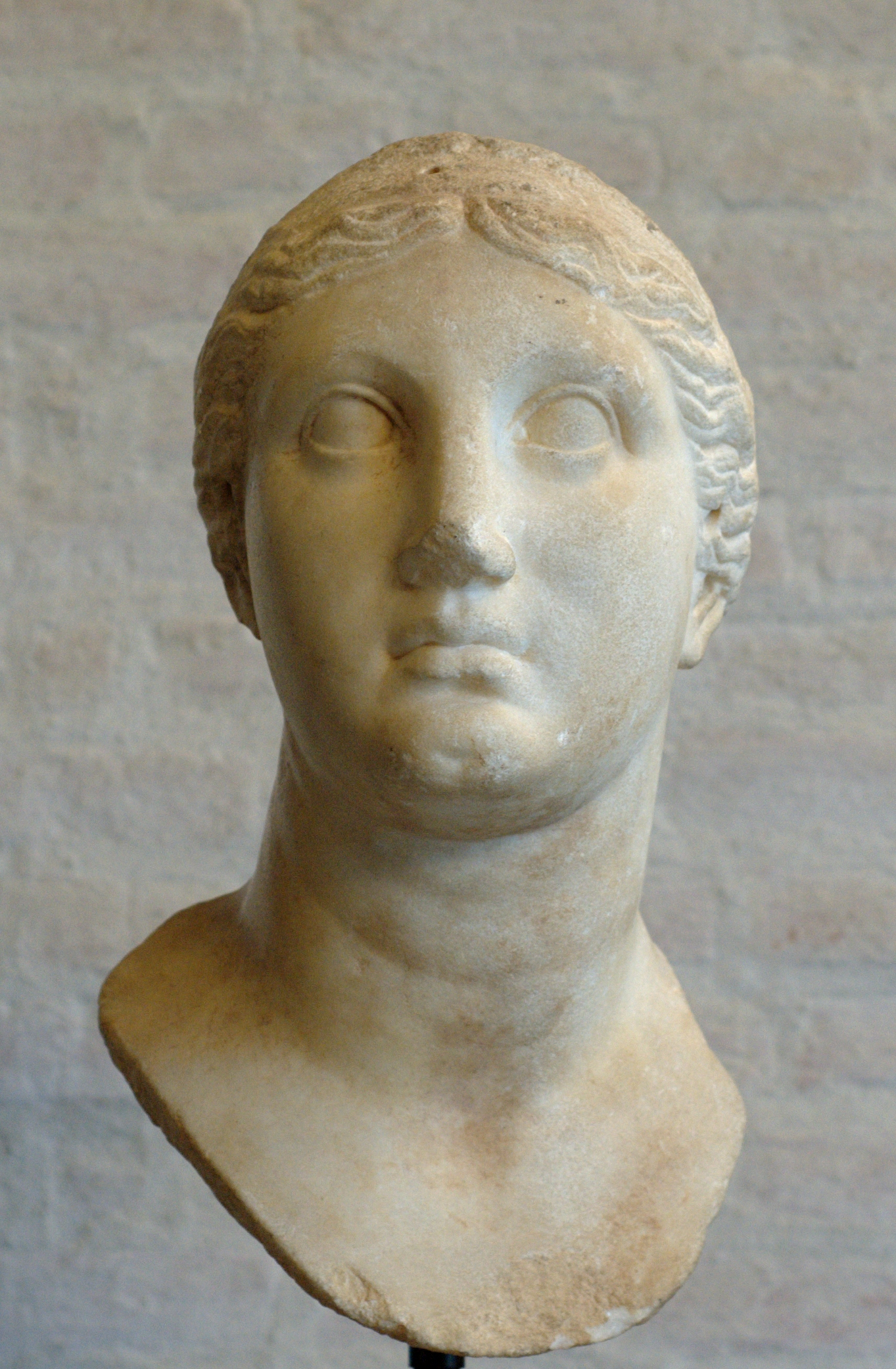
베레니케 2세

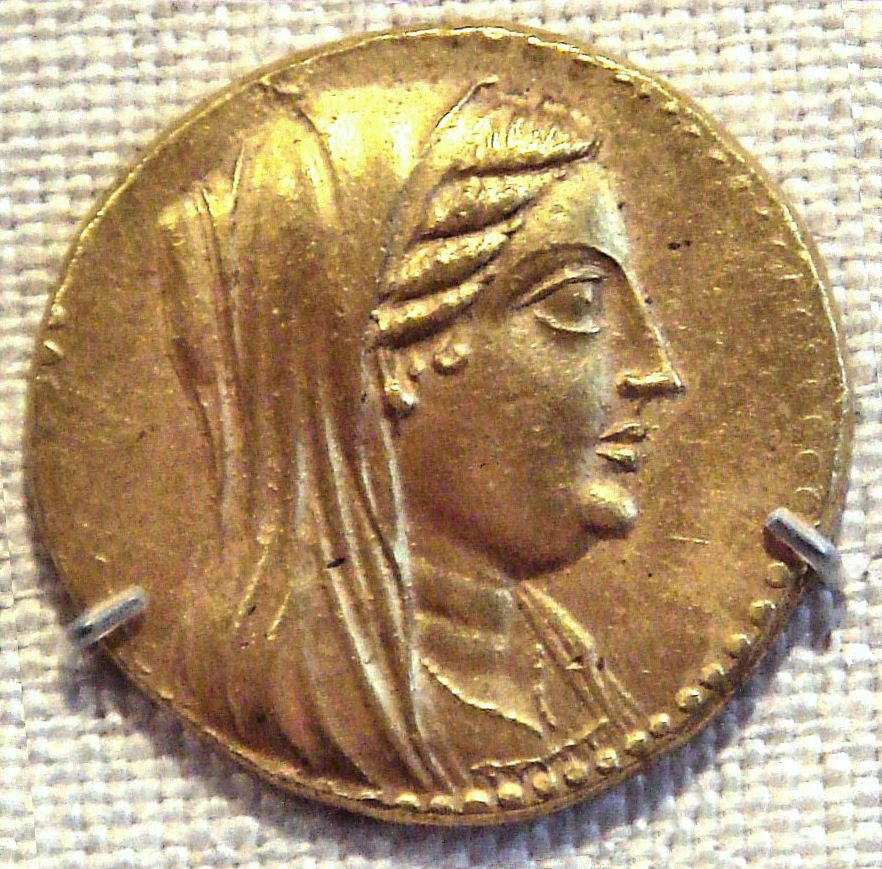
에우에르게테스의 동전에 새겨진 베레니케 2세

베레니케 2세(영어: Berenice II, 그리스어: Βερενίκη Β', 기원전 267/266년 - 기원전 221년)는 고대 이집트 프톨레마이오스 왕조의 여왕이다. 아버지는 키레네의 왕 마가스(en:Magas of Cyrene))이며, 프톨레마이오스 3세 에우에르게테스와 결혼하여 프톨레마이오스 4세 필로파토르와 아르시노에 3세를 낳았다. 별자리인 머리털자리의 전설로 유명한 여성이다.

## 생애
기원전 250년경에 키레네의 왕이 된 데메트리우스(en:Demetrius the Fair)와 결혼했다. 그러나 머지않아 남편이 베레니케의 어머니인 아파마(Apama)와 바람을 피우게 되었는데, 그 사실을 알게 된 베레니케는 데메트리우스를 살해했다.
그 후 이집트의 프톨레마이오스 3세 에우에르게테스와 결혼하여, 그의 원정을 따라다니며 내정을 관리하는 등 뛰어난 수완을 발휘했다. 그와 함께 프톨레마이오스 왕조는 전성시대를 맞이하였는데, 베레니케의 공헌은 매우 높았다고 할 수 있다. 그러나 베레니케는 에우에르게테스가 사망한 뒤, 프톨레마이오스 4세 필로파토르와 신하들의 음모에 의해 살해당했다.

## 전설
베레니케는 에우에르게테스가 시리아의 원정을 시작했을 때 머리카락자리의 일화를 남겼다. 그녀는 남편이 무사하게 돌아온다면, 아름답고 곱기로 유명한 자신의 머리카락을 여신 아프로디테에게 바친다고 맹세하였다. 그리고 에우에르게테스가 무사히 돌아오자, 그녀는 자신의 머리카락을 잘라 여신의 신전에 바쳤다.
그러나 다음날, 신전에 바친 머리카락이 사라졌다. 왕과 왕비는 분노하였고 신관들은 사형을 각오했다. 이때 궁정의 천문학자 코논(Conon)은 아프로디테 여신이 왕비의 행동이 마음에 들어 머리카락을 하늘에 두어 장식하게 했다고 하며 왕과 왕비를 달랬다. 그러면서 당시 사자자리의 성단의 꼬리부분을 가리키며 그것이 왕비의 머리카락이라고 하였다. 왕과 왕비는 만족하여, 그것을 베레니케의 머리카락자리(Coma Berenices)라고 부르게 하였다.

## 관련 문헌
- Salmonson, Jessica Amanda.(1991) The Encyclopedia of Amazons. Paragon House. Page 33. ISBN 1-55778-420-5

## 참조
- The House of Ptolemy, Ch. 3
- Berenice II

| 전임 프톨레마이오스 3세 에우에르게테스 | 프톨레마이오스 왕조 베레니케 2세 (+프톨레마이오스 3세 에우에르게테스) 기원전 244년 - 기원전 221년 | 후임 프톨레마이오스 4세 필로파토르 |